# Matthew Sato
Matthew Sato, född 19 april 2001 i Mililani, Hawaii, är en amerikansk skådespelare.
Sato har bland annat medverkat i TV-serierna Saved by the Bell, High School Musical: The Musical: The Series och Dr Doogie Kamealoha.

## Filmografi (i urval)
- 2020–2023 – Dr Doogie Kamealoha (TV-serie)
- 2021 – Saved by the Bell (TV-serie)
- 2023 – High School Musical: The Musical: The Series (TV-serie)
- 2024 – Imaginary